# كارل هاينز كوربل
كارل «تشارلي» هاينز كوربل (ألمانية: Karl-Heinz "Charly" Körbel؛ مواليد 1 ديسمبر 1954) هو لاعب كرة قدم ألماني سابق، كان يلعب في مركز الدفاع. وهو حاليًا عضو في مديري كرة القدم في آينتراخت فرانكفورت ويدير أكاديمية كرة القدم الخاصة بهم.

## مسيرته

### كلاعب
قضى كارل مسيرته المهنية كلها مع نادي آينتراخت فرانكفورت من عام 1972 إلى عام 1991. وهو حاليًا هو صاحب الرقم القياسي لأكثر اللاعبين شاركة في البوندسليجا بـ602 مباراة. لعب ست مباريات مع منتخب ألمانيا.

### كمدرب
في الوقت الحاضر، يدير كارل أكاديمية آينتراخت لكرة القدم ويدير متجراً رياضياً في مسقط رأسه دوسنهايم.

## الإنجازات

### النادي
آينتراخت فرانكفورت
- كأس ألمانيا (4): 1973–74، 1974–75، 1980–81، 1987–88
- الدوري الأوروبي (1): 1979–80

## وصلات خارجية
- كارل هاينز كوربل على موقع قاعدة بيانات كرة القدم.إي يو (الإنجليزية)
- كارل هاينز كوربل على موقع بيانات كرة القدم. دي إي (الألمانية)
- كارل هاينز كوربل على موقع ناشيونال فوتبول تيمز (الإنجليزية)
- كارل هاينز كوربل على موقع عالم كرة القدم.نت (الإنجليزية)